# Saint-Christophe-en-Champagne
Pour les articles homonymes, voir Saint-Christophe.
Saint-Christophe-en-Champagne est une commune française, située dans le département de la Sarthe en région Pays de la Loire, peuplée de 214 habitants.
La commune fait partie de la province historique du Maine, et se situe dans la Champagne mancelle.

## Géographie
Saint-Christophe-en-Champagne est une commune sarthoise située à 30 km à l'ouest du Mans bordée par le ruisseau du Saint-Riolay.
| Mareil-en-Champagne     | Loué                          |                |
| Saint-Ouen-en-Champagne | Saint-Christophe-en-Champagne | Vallon-sur-Gée |
|                         | Saint-Pierre-des-Bois         |                |

### Climat
Pour des articles plus généraux, voir Climat des Pays de la Loire et Climat de la Sarthe.
En 2010, le climat de la commune est de type climat océanique dégradé des plaines du Centre et du Nord, selon une étude du CNRS s'appuyant sur une série de données couvrant la période 1971-2000. En 2020, Météo-France publie une typologie des climats de la France métropolitaine dans laquelle la commune est exposée à un climat océanique et est dans la région climatique  Moyenne vallée de la Loire, caractérisée par une bonne insolation (1 850 h/an) et un été peu pluvieux. 
Pour la période 1971-2000, la température annuelle moyenne est de 11,2 °C, avec une amplitude thermique annuelle de 14,1 °C. Le cumul annuel moyen de précipitations est de 732 mm, avec 12 jours de précipitations en janvier et 6,9 jours en juillet. Pour la période 1991-2020, la température moyenne annuelle observée sur la station météorologique de Météo-France la plus proche, sur la commune de Saint-Loup-du-Dorat à 22 km à vol d'oiseau, est de 12,2 °C et le cumul annuel moyen de précipitations est de 760,0 mm,. Pour l'avenir, les paramètres climatiques de la commune estimés pour 2050 selon différents scénarios d'émission de gaz à effet de serre sont consultables sur un site dédié publié par Météo-France en novembre 2022.

## Urbanisme

### Typologie
Au 1er janvier 2024, Saint-Christophe-en-Champagne est catégorisée commune rurale à habitat dispersé, selon la nouvelle grille communale de densité à sept niveaux définie par l'Insee en 2022.
Elle est située hors unité urbaine et hors attraction des villes,.

### Occupation des sols
L'occupation des sols de la commune, telle qu'elle ressort de la base de données européenne d’occupation biophysique des sols Corine Land Cover (CLC), est marquée par l'importance des territoires agricoles (98,8 % en 2018), une proportion identique à celle de 1990 (98,8 %). La répartition détaillée en 2018 est la suivante : 
prairies (53,7 %), terres arables (41,3 %), zones agricoles hétérogènes (3,8 %), forêts (1,2 %). L'évolution de l’occupation des sols de la commune et de ses infrastructures peut être observée sur les différentes représentations cartographiques du territoire : la carte de Cassini (XVIIIe siècle), la carte d'état-major (1820-1866) et les cartes ou photos aériennes de l'IGN pour la période actuelle (1950 à aujourd'hui).

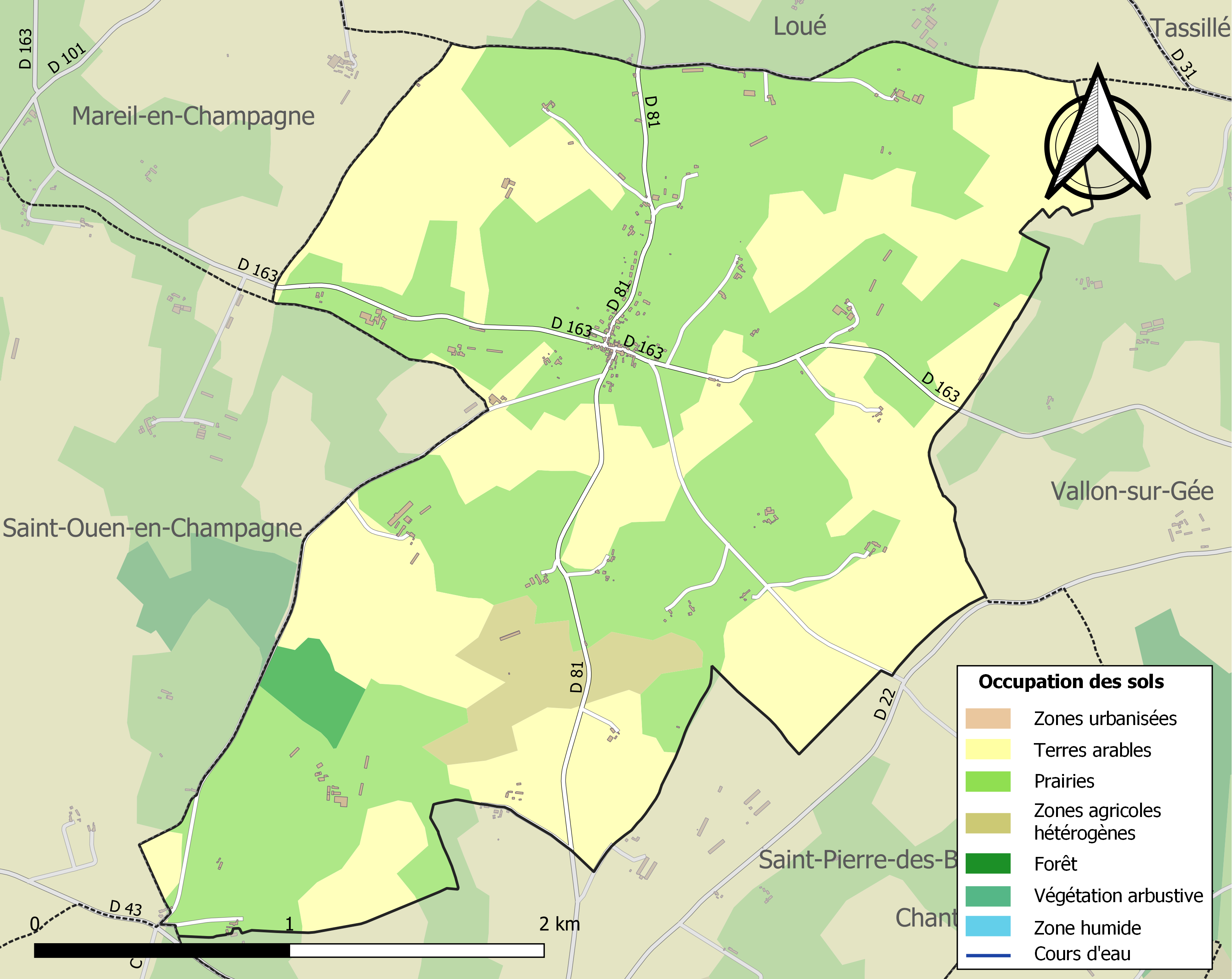
Carte des infrastructures et de l'occupation des sols de la commune en 2018 (CLC).

## Histoire
La seigneurie de Monceaux, rattachée à la commune, était au XVIIIe siècle la propriété de la famille Prudhomme de La Boussinière, qui logeait dans le logis seigneurial aujourd'hui toujours propriété de la famille.
Le 2 août 1789 ont été bénites par M° Guillaume Laze, curé de Loué, les deux cloches de cette paroisse. La grosse pesant 638 kg, a été nommée "Renée-Françoise Christophe", par messire René Prudhomme de La Boussinière, seigneur de cette paroisse, et dame Françoise-Jeanne Lefèvre, épouse de messire René François de La Boussinière, écuyer, conseiller du roi, son président en l'élection du Mans, seigneur de Follet. La petite, pesant 446 kg, a été nommée "Jacquine-Marie Christophe" par messire Jacques-Guillaume-René-François Prudhomme de La Boussinière, prêtre, docteur de Sorbonne, curé du Crucifix, dans l'église du Mans et député du clergé, et dame Marie Prudhomme de La Boussinière, veuve de messire Pierre Gilbert, écuyer, seigneur des Arsis,.

## Politique et administration
| Période                                  | Période  | Identité      | Étiquette | Qualité         |
| ---------------------------------------- | -------- | ------------- | --------- | --------------- |
| avant 1988                               | ?        | Léon Noury    |           |                 |
| juin 1995                                | En cours | Marcel Geslot | SE        | Cadre technique |
| Les données manquantes sont à compléter. |          |               |           |                 |

## Démographie
L'évolution du nombre d'habitants est connue à travers les recensements de la population effectués dans la commune depuis 1793. Pour les communes de moins de 10 000 habitants, une enquête de recensement portant sur toute la population est réalisée tous les cinq ans, les populations de référence des années intermédiaires étant quant à elles estimées par interpolation ou extrapolation. Pour la commune, le premier recensement exhaustif entrant dans le cadre du nouveau dispositif a été réalisé en 2007.
En 2022, la commune comptait 214 habitants, en évolution de +4,39 % par rapport à 2016 (Sarthe : −0,25 %, France hors Mayotte : +2,11 %).
| 1793 | 1800 | 1806 | 1821 | 1831 | 1836 | 1841 | 1846 | 1851 |
| ---- | ---- | ---- | ---- | ---- | ---- | ---- | ---- | ---- |
| 474  | 442  | 465  | 500  | 495  | 499  | 495  | 474  | 461  |

| 1856 | 1861 | 1866 | 1872 | 1876 | 1881 | 1886 | 1891 | 1896 |
| ---- | ---- | ---- | ---- | ---- | ---- | ---- | ---- | ---- |
| 474  | 457  | 417  | 379  | 397  | 374  | 366  | 368  | 345  |

| 1901 | 1906 | 1911 | 1921 | 1926 | 1931 | 1936 | 1946 | 1954 |
| ---- | ---- | ---- | ---- | ---- | ---- | ---- | ---- | ---- |
| 360  | 340  | 325  | 291  | 268  | 265  | 266  | 270  | 258  |

| 1962 | 1968 | 1975 | 1982 | 1990 | 1999 | 2006 | 2007 | 2012 |
| ---- | ---- | ---- | ---- | ---- | ---- | ---- | ---- | ---- |
| 222  | 203  | 181  | 147  | 171  | 190  | 194  | 195  | 203  |

| 2017 | 2022 | - | - | - | - | - | - | - |
| ---- | ---- | - | - | - | - | - | - | - |
| 209  | 214  | - | - | - | - | - | - | - |

## Lieux et monuments
- Église Saint-Christophe, des XIIe et XVIe siècles, partiellement classée au titre des monuments historiques[19] en 1997.
- Logis de la Maçonnière, des XVIIe et XVIIIe siècles, et jardins du XXe siècle, inscrit au titre des monuments historiques[20] en 1988.
- Jardin d'agrément du logis de la Massonnière, du XXe siècle, inscrits au titre des monuments historiques[21] en 1988.
- Manoir de Monceaux, des XIVe, XVIe ou XVIIe, et XVIIIe siècles, en position dominante au sud-est du bourg.

## Personnalités liées
- Jacques-Guillaume-René-François Prudhomme de La Boussinière , né sur les terres de Saint-Christophe-en-Champagne dans la seigneurie de Monceaux, propriété de la famille. Il fut élu évêque constitutionnel de la ville du Mans et il est sacré à Paris le 13 mars 1791. Il cesse ses fonctions en 1793 lors de l'instauration du Culte de la Raison et de l'Être suprême et se démet officiellement le 18 avril 1794.